# تريفور بيريس
تريفور بيريس (بالإنجليزية: Trevor Peres)‏ هو موسيقي وعازف قيثارة أمريكي، ولد في 25 يوليو 1969 في تامبا في الولايات المتحدة.